# Saeculo exeunte octavo
Saeculo exeunte octavo est une encyclique, promulguée par le pape Pie XII le 13 juin 1940 qui honore le Portugal lors de la célébration de son 800e anniversaire. Une grande partie de l'encyclique traite des activités des missionnaires du Portugal et du besoin de moderniser le travail des missionnaires.